# Mezek
Mezek (bulgariska: Мезек) är ett distrikt i Bulgarien. Det ligger i kommunen Obsjtina Svilengrad och regionen Chaskovo, i den sydöstra delen av landet, 250 km öster om huvudstaden Sofia.
Trakten runt Mezek består till största delen av jordbruksmark. Runt Mezek är det glesbefolkat, med 14 invånare per kvadratkilometer.